# جریان مستقیم
جریان مستقیم (به فرانسوی: Current continue) (اختصاری CC یا DC) یا جریان یکسو (به انگلیسی: Unidirectional) ساده‌ترین نوع جریان الکتریکی است که در آن جهت یا علامت جریان با گذشت زمان تغییر نمی‌کند. اگر در یک جریان مستقیم نه تنها جهت، بلکه اندازهٔ جریان نیز تغییر نکند، آن جریان، جریان مستقیم از نوع خالص نامیده می‌شود. تمامی باتری‌ها و پیل‌های الکتریکی جریان مستقیم خالص تولید می‌کنند. همچنین می‌توان با استفاده از تجهیزات خاصی به نام یکسوکننده‌ها، جریان متناوب تولیدی مولد را به جریان مستقیم ناخالص تبدیل کرد. جریان مستقیم ناخالص جریانی است که جهت آن تغییر نمی‌کند، اما مقدار لحظه‌ای آن تغییر میکند.

## روش‌های تولید

نمودار روند تغییر ولتاژ به زمان که در آن جریان مستقیم به رنگ قرمز و جریان متناوب با رنگ سبز نشان داده شده‌است.

ساده‌ترین مولد برق مستقیم باتری یا پیل شیمیایی است که انرژی شیمیایی ذخیره شده در بعضی مواد را به صورت یک اختلاف پتانسیل الکتریکی بین دو قطب باتری آزاد می‌کند. به عنوان یک پیل بسیار ساده می‌توانید یک ورقه از جنس مس و یک ورقه از جنس روی را درون یک سیب زمینی فروکنید و در این صورت بین این دو ورقه اختلاف پتانسیلی مشاهده می‌نمایید.
رایج‌ترین نوع باتری به صورت تجاری، باتری‌های خشک یا پیل لکلانشه است که در یک قطب آن عنصر روی و در قطب دیگر کربن به صورت گرافیت قرار گرفته‌است و ماده نشادر نقش محیط واسط را در آن بازی می‌کند. علت خشک نامیده شدن این باتری‌ها نیز استفاده نکردن از آب به عنوان محیط واسط است. از آنجا که این پیل‌ها توان تولید انرژی زیادی ندارند کاربرد صنعتی پیدا نکرده و کاربرد آن‌ها محدود به وسایل الکترونیکی کم مصرف مانند اسباب بازی‌های الکترونیکی، دوربین‌های عکاسی و … است.
اخیراً تحقیقات بسیار وسیعی بر روی پیل‌های سوختی و هیدروژنی صورت گرفته که در این نوع پیل‌ها مواد سوختی با پایه هیدروکربنی و نیز هیدروژن بدون واسطه و با راندمان بسیار بالا به اختلاف پتانسیل الکتریکی تبدیل می‌شود.
نکته بسیار مهم این است که در بعضی موارد مفهوم باتری با مفهوم انباره اشتباه گرفته می‌شود. بسیاری از وسایلی که به عنوان باتری‌های قابل شارژ مجدد شناخته می‌شوند در حقیقت از نظر فنی انباره یا آکومولاتور است. مثلاً باتری خودرو یک انباره است که توانایی ذخیره کردن جریان الکتریسیته و پس دادن آن در هنگام لزوم دارد.
روش دیگری که در صنعت و به منظور تولید گسترده ی برق مستقیم به کار می‌رود استفاده از ژنراتورهای مستقیم است. اصول کار این ژنراتورها مانند ژنراتورهای متناوب بر مبنای قانون القای فارادی است با این تفاوت که در آن‌ها وسیله‌ای به نام کوموتاتور جریان را یک سویه می‌کند.
روش دیگر استفاده از ادوات الکترونیک قدرت و تبدیل جریان متناوب به جریان مستقیم است. مهم‌ترین عنصر الکترونیکی در این بین دیودهای نیمه رسانا که به صورت یک ساختار پل دیودی قرار گرفته‌اند است. تعداد دیودهای یک پل در حالت برق تک‌فاز، ۴ عدد، و در سه‌فاز ۶ عدد است. البته این روش را بهتر است به جای تولید، تبدیل بنامیم. نمونه چنین تبدیلی را در وسایلی همچون منبع تغذیه رایانه‌ها و نیز دستگاه‌های الکترونیکی دیگری همچون رادیو، ضبط صوت و تلویزیون می‌توان دید.

## کاربردها
وسیع‌ترین کاربرد برق مستقیم در فرایند الکترولیز به منظور تجزیه مواد مرکب و به دست آوردن عناصر سازنده آن است. چنین فرآیندهایی در صنایع شیمیایی مثلاً برای بدست آوردن گاز کلر از تجزیه نمک طعام و نیز کارخانجات استخراج بعضی فلزات مانند مس و آلومینیوم کاربرد دارند.
در جوشکاری خصوصاً جوشکاری‌های دقیق نیز اغلب از برق مستقیم استفاده می‌شود.
کاربرد برق مستقیم در موتورهای الکتریکی به منظور تبدیل به انرژی مکانیکی محدودتر از موتورهای متناوب است. موتورهای مستقیم راندمان کمتری دارند و در توان‌های بالا کاربرد ندارند. اما از آنجا که کنترل آن‌ها راحت‌تر و دقت آن‌ها بیشتر از موتورهای متناوب است به عنوان سروموتورها در کاربردهای کنترلی که اغلب توان نیز کم است کاربرد زیادی دارند.